# Thomas Mann (polityk)
Thomas Mann (ur. 28 stycznia 1946 w Naumburg (Saale)) – niemiecki polityk, poseł do Parlamentu Europejskiego IV, V, VI, VII i VIII kadencji.

## Życiorys
Po zdaniu egzaminu maturalnego kształcił się w zawodzie handlowca przemysłowego. Pracował w branży reklamowej, zajmował się działalnością marketingową, doszedł do stanowiska dyrektora ds. nowych projektów.
Wstąpił do Unii Chrześcijańsko-Demokratycznej. Od połowy lat 70. zasiadał we władzach regionalnych partyjnej młodzieżówki Junge Union. W latach 90. był wiceprzewodniczącym powiatowych struktur CDU w Main-Taunus. W latach 1985–1998 sprawował mandat radnego miasta Schwalbach am Taunus.
Związany z organizacjami zawodowymi pracobiorców. Kierował federalną Junge Arbeitnehmerschaft, od 1975 do 1985 wchodził w skład zarządu Chrześcijańsko-Demokratycznej Organizacji Niemieckich Pracobiorców. W 1995 stanął na czele okręgowych struktur organizacji Europa-Union, w 1998 został przewodniczącym tego ruchu w Hesji.
W 1994 z listy CDU uzyskał po raz pierwszy mandat deputowanego do Parlamentu Europejskiego. Od tego czasu skutecznie ubiegał się o reelekcję w kolejnych wyborach (w 1999, 2004, 2009 i 2014). W VII kadencji został członkiem grupy Europejskiej Partii Ludowej i wiceprzewodniczącym Komisji Zatrudnienia i Spraw Socjalnych. W 1999 stanął także na czele zespołu tybetańskiego w Europarlamencie.